# Bálint Feldhoffer
Bálint Feldhoffer, né le 26 décembre 2005, est un coureur cycliste hongrois. Il est membre de l'équipe United Shipping. 

## Biographie
Bálint Feldhoffer commence à pratiquer le cyclisme à l'âge de six ans en compagnie de son frère et de son père. Dans sa jeunesse, il est entrainé en VTT par Tibor Valter, le père d'Attila Valter. Il participe également à des compétitions sur route. Durant cette période, il se fait notamment remarquer lors de la saison 2021 en obtenant de bons résultats aux championnats nationaux. Il termine par ailleurs troisième de la version U17 (moins de 17 ans) du Tour de Slovénie, après s'être imposé sur une étape. 
En 2022 et 2023, il évolue au sein de la structure junior d'Eolo-Kometa, basée en Espagne. Régulièrement sélectionné en équipe nationale, il représente son pays natal aux championnats d'Europe et aux championnats du monde juniors. Il poursuit ensuite sa carrière dans la péninsule ibérique en intégrant la réserve U23 d'Eolo-Kometa, renommée Polti-Kometa. Sur l'édition 2024 des championnats de Hongrie, il prend la cinquième place de la course en ligne chez les élites. Il remporte à cette occasion le titre dans la catégorie des espoirs. 
En 2025, il rejoint la nouvelle équipe continentale United Shipping, qui évolue sous licence hongroise. Bon grimpeur, il se distingue au mois d'avril en réalisant des performances notables dans des courses turques inscrites au calendrier de l'UCI Europe Tour. Quelques semaines plus tard, il crée la surprise en finissant septième et meilleur coureur hongrois du Tour de Hongrie, devant de nombreux professionnels.

## Palmarès et résultats

### Par année
- 2022
  - 3e du championnat de Hongrie du contre-la-montre juniors
- 2023
  - 3e étape de la Vuelta a la Montaña Central de Asturias (contre-la-montre par équipes)
  - Turul Kupa
  - 2e de la Vuelta a la Montaña Central de Asturias
- 2024
  -  Champion de Hongrie sur route espoirs
  - 1re étape du Tour de Madrid espoirs (contre-la-montre par équipes)
  - Turul Kupa
- 2025
  - 1re étape du Tour de Mersin
  - 2e du Grand Prix Syedra Ancient City

### Classements mondiaux
| Année                                 | 2024  |
| ------------------------------------- | ----- |
| Classement mondial                    | 1268e |
| UCI Europe Tour                       | 842e  |
|                                       |       |
| Légende : nc = non classéSource : UCI |       |